# Nicolas Philibert Desvernois
 (décembre 2018).
Si vous disposez d'ouvrages ou d'articles de référence ou si vous connaissez des sites web de qualité traitant du thème abordé ici, merci de compléter l'article en donnant les références utiles à sa vérifiabilité et en les liant à la section « Notes et références ».
Nicolas-Philibert Desvernois, né le 23 septembre 1771 à Lons-le-Saunier (Jura) et mort le 13 octobre 1859 dans sa ville natale, est un général français de la Révolution et de l’Empire.

## Origine
Nicolas-Philibert Desvernois est fils d'Augustin-Désiré Desvernois et de Reine-Désirée Courmier ; son père est capitaine de la garde nationale, son oncle maternel, Jacques-Antoine Courmier est chevalier de l'Ordre royal militaire de Saint-Louis et lieutenant des grenadiers au régiment d'Armagnac.Il est le sixième d'une fratrie de onze enfants.Lui-même n'aura pas de descendance contrairement à ses frères et sœurs. Son frère François-Augustin Desvernois, (12 février 1782-26 mars 1859) est officier de cavalerie au service de Napoléon et de Murat (chef d'escadron en 1820).  

### Carrière militaire
Il accomplira 25 campagnes : 
- 5 sur le Rhin et en Italie (1792-1797) ;
- 5 en Égypte (1798-1801) ;
- 1 sur les côtes ;
- 9 en Italie, Naples, Aragon, Catalogne (1805-1814).

En 1790, il est nommé membre de la Garde nationale, à Lons-le-Saunier puis il entre en 1792, au régiment de Penthièvre-infanterie. Le 3 septembre de la même année, il s'enrôle dans le Premier corps des hussards, dits de la liberté (7e bis de l'arme en l'an II, puis 28e régiment de dragons en l'an XII).

### Campagne du Rhin
Il fait campagne à l'armée du Rhin, où il combat jusqu'en l'an III, et obtient les grades de brigadier le 13 octobre 1792, de brigadier-fourrier le 28, et de maréchal-des-logis le 12 avril 1793. Il fait campagne au Palatinat, sous les ordres du général Custine. Le 17 mai suivant, il commande un peloton de tirailleurs près de Landau, son cheval est tué sous lui d'un coup de feu qui le blesse lui-même à la jambe gauche.
Dans la nuit du 18 vendémiaire an II, étant de grand'garde en avant de la Rebut, il culbute les deux postes de hussards hongrois qui se trouvaient en avant de la porte d'Oggresheim. Nommé sous-lieutenant le 8 fructidor suivant, il se fait remarquer dans plusieurs affaires de l'an III, et est attaché ensuite à l'armée d'Italie en l'an IV et en l'an V sous les ordres du général Napoléon Bonaparte.

### Campagne d'Italie
Le 19 floréal, au combat de Fombio, il met en déroute, à la tête de son peloton composé de 25 hommes, une colonne de plus de 200 hulans et hussards hongrois qui protègent la retraite de l'armée autrichienne. L'ennemi a 30 hommes tués, 17 prisonniers, et nous laisse 33 chevaux. Le 21 du même mois, à la bataille de Lodi, chargé d'aller reconnaître un gué pour le passage de la cavalerie dans la rivière de l'Adda, il exécute sa mission sous le feu de l'ennemi. Le lendemain, 22, à l'instant où Pizzighitone se rend aux troupes françaises, et à la suite d'une charge sur les uhlans, il entre le premier dans Crémone, combat et fait un prisonnier dans la ville.
Au combat de Borghetto le 11 prairial, il commande un des pelotons du régiment et fait quelques prisonniers à l'armée napolitaine. Le 13 pluviôse an V, aux combats d'Imola, Faenza et Forlì en Romagne, après avoir fait une multitude de soldats prisonniers, il rentre avec son détachement dans les rangs de son régiment qu'il trouve placé en colonne sur la route. Il reçoit alors un coup de mitraille qui lui fait une forte contusion au genou droit, et, malgré sa blessure, il fait plusieurs officiers et soldats prisonniers, parmi lesquels se trouve un colonel, et oblige l'ennemi à abandonner deux pièces de canon, deux caissons, huit chevaux et leurs attelages.

### Campagne d'Égypte
Il devient lieutenant et enfin capitaine en 1798. Bonaparte lui confie une mission de confiance auprès des bédouins de Béni-Soueff, puis le prend auprès de lui pendant la campagne d'Égypte. Dirigé sur Civitavecchia le 7 prairial an VI, il embarque pour l'Égypte, assiste à la prise de Malte et prend part aux différentes actions qui ont lieu en avant du Caire. Le 15 messidor, se trouvant avec douze cavaliers à la citerne de Beda, dans la Basse-Égypte, il protège la retraite de plus de cent soldats qui sont venus faire de l'eau à cette citerne, et qu'attaquent à l'improviste une multitude de Bédouins. Le 24 thermidor, commandant le peloton d'avant-garde à la bataille de Salahieh, où son régiment se signale, il bat les Mamelouks d'Ibrahim-Bey.
Nommé lieutenant le 1er vendémiaire an VII, et capitaine le 1er frimaire suivant, il fait partie de l'expédition de la Haute Égypte. Le 3 pluviôse, envoyé avec un fort détachement pour soutenir une partie du régiment qui se trouve dangereusement engagé, il fait une charge vigoureuse sur le flanc des Mamelouks de Mourad Bey et les disperse. Rappelé par Desaix pour déloger l'ennemi qui s'est jeté dans un grand canal desséché, et qui y inquiète par son feu les carrés de l'infanterie française, il s'élance à la tête de sa colonne, et donne la première impulsion. Mais bientôt enveloppé par de nombreux ennemis, il reçoit plusieurs coups de sabre, perd son cheval frappé de plusieurs coups de feu et de deux coups de poignards, et est mis lui-même hors de combat. Maîtres du canal après une lutte acharnée, les Français recueillent leurs blessés, parmi lesquels se trouvent le capitaine Desvernois et le commandant Rapp, aide-de-camp du général en chef.
Guéri de ses blessures, il est le 13 germinal de la même année à la tête de l'avant-garde du régiment qui a ordre de s'enfoncer jusqu'à deux lieues dans le désert de Birembra, près de Coust, sur la rive orientale du Nil. Le 29 du même mois, commandant encore l'avant-garde du régiment à Bénéade, il s'empare de neuf cents chameaux appartenant à des caravanes qui ont pris les armes et font cause commune avec les Mamelouks et les habitants du pays. Le soir du même jour, l'ennemi renfermé dans Bénéade et pressé par les flammes, se détermine à une sortie générale. Placé en embuscade avec sa troupe, Desvernois fond sur les assiégés et leur tue plus de 300 hommes.
Le capitaine Desvernois se trouve à la bataille d'Héliopolis le 29 ventôse an VIII, aux combats de Bilbéis et de Coraïm, les 1er et 2 germinal, aux sièges du Caire et de Boulac, le même mois, à l'attaque du fort d'Aboukir et du camp d'Alexandrie au mois de thermidor.

### Naples et l'Italie
Rentré en France et employé à l'intérieur pendant les ans X, XI et XII, il est nommé membre de la Légion d'honneur le 23 prairial an XIII. Il passe à Turin en l'an XIII, fait la campagne de l'an XIII en Italie, celles de Naples et des Calabres en 1806 (siège de Gaète et chasse aux brigands dans les Calabres).
Participant à la conquête du royaume de Naples, il passe au service napolitaine et obtient, par décret du roi Joseph Bonaparte du 17 septembre, le grade de chef d'escadron et aide de camp du général Mathieu Dumas, ministre de la guerre du royaume de Naples.
Commandant la côte d'Amalfi en 1807, puis la subdivision de Lagonegro en 1808, décoré de l'ordre des Deux-Siciles en 1807, il est promu major le 1er février 1808, puis il est nommé colonel du 1er régiment de chasseurs à cheval napolitain le 2 décembre 1808. Il commande les deux escadrons de guerre dans les États romains, dans la campagne du Tyrol en 1809 et en Espagne en 1810, où il polémise avec le commandant de la Division napolitaine, le général Francesco Pignatelli di Strongoli. Il reçoit le titre de baron avec un majorât en 1809.
Revenu à Naples en avril 1811, nommé chevalier de l'Ordre des Deux Siciles et baron d'Altomonte, il est envoyé avec son régiment dans les Calabres. Promu commandeur de l'Ordre des Deux Siciles et maréchal de camp le 3 juillet 1813, il commande la 2e Division de Salerne, faisant fonction d'inspecteur général de la cavalerie, et après la 5e Division des Deux Calabres (quartier général à Monteleone). 
En janvier 1814, lorsque Joachim Murat se range aux côtés des alliés, Desvernois remet sa démission et est confiné à Monteleone. Il reprend son commandement lors de l'abdication de Napoléon Ier et de l'avènement de Louis XVIII. Chargé par le roi de maintenir des liaisons avec le commandant anglais de Messine et de soulever les soldats napolitains qui servent comme "troupes étrangères" dans l'armée "sicilienne", après l'armistice de Casa Lanza du 20 mai 1815, Desvernois remet son commandement au lieutenant général borbonien Vito Nunziante et arrive à Marseille dans le dernier mois des "Cent jours".

## Retour en France
À Marseille Nicolas-Philibert Desvernois retrouve Murat qui joue le rôle de roi en le nommant "lieutenant général" de son armée dissoute. 
Colonel de la cavalerie française, il obtient son admission au service de France avec le même grade par ordonnance du 21 janvier 1816, est nommé chevalier de Saint-Louis le 20 janvier 1819. Il est à la demi solde en 1818, admis à la retraite le 8 juin 1823. Retiré à Lons-le-Saulnier, il y obtint le 15 octobre suivant, le grade de maréchal-de-camp honoraire.
En 1824, Desvernois se rend à Naples pour réclamer, en vain, ses créances envers le gouvernement napolitain.
Rappelé en service actif en 1830, il est gouverneur de la place de Rochefort sous Louis-Philippe, il est fait commandeur de la Légion d'honneur sous Napoléon III puis est mis à la retraite définitive en décembre 1834 et se retire à Lons-le-Saunier pour écrire ses "souvenirs" sous forme de trois manuscrits. Ils sont publiés en 1858 sous forme de résumé revu par le général lui-même par Emmanuel Bousson de Mairet archiviste et historien à Lons-le-Saunier et Arbois.  L'historien Albert Dufourcq a publié en 1898 Mémoires du Général-Baron Desvernois d'après les manuscrits originaux avec une introduction et des notes. 

## Famille
Marié en 1802 à Henriette Florans de Spinelli (née le 19 juillet 1780, † le 10 mars 1847 de pleurésie, dont le père, maire de Calvi, avait été tué en combattant contre Paoli et les Anglais en 1788), il meurt, sans enfant, le 13 octobre 1859 à Lons-le-Saunier et est inhumé au cimetière municipal de cette commune.